# 天正之陣
天正之陣天正之陣」是天正13年（1585年）發生在伊予國地方的一系列戰爭的統稱，包括丸山城之戰、金子城之戰及高尾城之戰。1585年（天正13年）與羽柴秀吉(豐臣秀吉)聯盟之毛利軍派小早川隆景率軍在四國的伊予國新居郡（現在的愛媛縣新居濱市）登陸，金子城城主金子元宅率領地方勢力準備跟有壓倒性優勢的小早川隆景決一死戰。此戰為秀吉四國征伐的其中最重要的一戰。

## 簡述
「天正之陣」的前哨戰丸山城之戰、丸山城城主黑川廣隆因不敵毛利大軍而降伏、投降後擔任金子城・高尾城攻略的嚮導役。
1585年7月，長宗我部元親勢的金子元宅集結了2000兵力與毛利輝元勢小早川隆景的30000兵力戰鬥，而一些仰慕金子元宅的民眾都一齊對抗毛利氏，元宅將金子城的全軍指揮交給弟弟金子元春，自率200兵通過石川氏高峠城、駐紮在冰見（現在的西条市）的高尾城。金子元宅離開後，毛利軍即大舉進攻金子城，戰況激烈到神社、佛寺都被燒毀，不久，金子城陷落。
毛利軍隨即進攻高尾城。7月12日，兩軍開始戰鬥，雙方都有很大傷亡。7月17日，金子元宅放火燒掉高尾城，抱著以死殉國的決心在野野市原(野々市ヶ原)與毛利軍進行最後決戰。最後金子元宅在野野市原戰死，600人全軍覆沒，而小早川隆景為了對金子元宅和他身邊金子城、高尾城陣亡將士2000餘名死士表示敬意，在野野市原修建千人塚。

## 戰後
長宗我部元親於此戰失去了最大據點伊予，防線全崩，對羽柴軍節節敗退，不久就向秀吉投降。